# Hitman 2: Silent Assassin
A Hitman 2: Silent Assassin egy harmadik személyű akció-lopakodós játék, melyet a dán IO Interactive fejlesztett és az Eidos adott ki. A Hitman-sorozat második része, mely 2002 végén jelent meg, s közel négymillió példányt értékesítettek belőle világszerte.

## Játékmenet
A Hitman 2 küldetés-alapú játék. Minden egyes pályán a főhős, a 47-es ügynök névre hallgató bérgyilkos megkapja a direktívákat, melyeket teljesítenie kell. Legtöbbször likvidálni kell egy-egy célszemélyt. Az, hogy ezt milyen módon teszi meg, a játék számára általában közömbös, ám ehhez a lehetőségek széles tárházát kínálja fel. Tetszés szerint, lopakodva, észrevétlenül is teljesíthető egy pálya, vagy éppen sűrű fegyverhasználattal, vérfürdőt rendezve.
A 47-es ügynök továbbra is képes arra, hogy a likvidált személyek öltözékét magára öltse, s ezáltal bejutást nyerjen olyan helyekre, ahová egyébként nem tudna eljutni. Ezt újításként egy gyanúmérő kijelző nehezíti: adott karakter ugyanis bizonyos szituációkban igencsak kilóghat az öltözékével a többiek közül. Így például egy orosz katonát egyből gyanússá tesz, ha nem visel magánál AK-47-es géppisztolyt - egy másik személy kezében viszont épp ez válik gyanússá. De az őrök figyelmét felkeltheti az is, ha közel kerülnek a 47-es ügynökhöz, vagy ha az indokolatlanul rohan vagy mászik fel valahová.
Minden küldetés végén a játék mérlegeli a játékos teljesítményét. A felesleges vérontást és az ártatlanok megölését negatív pontokkal jutalmazza, míg a minél csendesebb és észrevétlenebb megoldásokért bónuszokat ad.

## Történet
A 47-es ügynök visszavonultan él egy szicíliai kolostorban, ahol kertészkedéssel foglalatoskodik. A pap, Vittorio atya sokat foglalkozik vele, s így a 47-es ügynök is barátjaként tekint rá. Tudja, hogy hiába ölt meg annyi embert, belül érző lélek lakozik.
Egy nap, közvetlenül gyónás után elrabolják Vittorio atyát. Csak egy üzenetet hagynak, amelyben félmillió dollár váltságdíjat követelnek, két napon belül. A 47-es ügynök kénytelen régi munkáját felvenni, hogy a végére járjon az ügynek. Felhívja az ügynökséget, akik rég halottnak hiszik. Diana, az összekötője ajánlatot tesz: segítenek megkeresni az atyát, de cserébe ők is számítanak a szolgálataira.
Hamarosan kiderül, hogy az atyát egy maffiózó, Giuseppe Giuliano tartja fogva. Hiába küzdi végig magát egészen a cellákig, Vittoriót nem találja ott. Az ügynökség adatai szerint orosznak tűnő emberek vitték el magukkal. Viszont most az ügynökség kér szívességet a 47-estől, s megadnak számára néhány célpontot. Különféle országok: Oroszország, India, Japán, Afganisztán, és Malajzia esnek az útjába, ahol különféle maffiózókkal és bűnözőkkel kell felvennie a harcot. Végül a 47-es ügynök feladja, hogy valaha is megtalálná az atyát.
Fokról fokra derül ki számára, hogy az egész elrablásos dolgot egyetlen ember, Szergej Zavorotko orosz maffiózó rendezte meg. Az összes kivégzendő célpontot az ő kérésére ölték meg, mert tudtak egy nukleáris robbanófejről, amit Zavorotko szerzett meg. Zavorotko az első részben megismert Arkadij Jegorov testvére. Félve attól, hogy a 47-es ügynök túl sokat tud a bombáról, őt is meg akarja öletni. Egy rajtaütés során az életére tör a 17-es névre hallgató másik klón.
Miután végzett vele, követi Zavorotkót, aki egyenesen a szicíliai kolostorba tart, ahol az atyát fogva tartják. Végül mindenkivel leszámol, és a pap is kiszabadul, de ő maga már sosem találhatja meg a lelki békéjét, s ezért tovább éli az életét, mint bérgyilkos.

## Kritikák
Az első részhez hasonlóan a Silent Assassin is alapvetően pozitív kritikákat kapott. Magyarországon a Gamer Magazin 90%-osra értékelte 2002. decemberi számában. Pozitívumként értékelték a gyanú-méter bevezetését, a játék közbeni mentési lehetőség megjelenését, valamint a csendes gyilkolást preferáló játékmenetet. Negatívumként került megemlítésre a játék helyenként bután viselkedő mesterséges intelligenciája, a térkép áttekinthetőségének egyes gondjai, illetve a játék lefagyásra való hajlandósága.